# 西氏夢角鮟鱇
西氏夢角鮟鱇，為輻鰭魚綱鮟鱇目棘茄魚亞目夢角鮟鱇科的其中一種。分布於東大西洋的幾內亞比索海域，屬深海魚類，棲息深度約水深1460至1460公尺，體長可達18.3公分。

## 扩展阅读
維基物種上的相關：西氏夢角鮟鱇